# Christian Lundgaard
Christian Lundgaard, né le 23 juillet 2001 à Hedensted, est un pilote automobile danois. Membre de la Renault Sport Academy, programme de jeunes pilotes de Renault F1 Team de 2017 à 2021, il a couru dans le championnat de Formule 2 FIA en 2021, avant de rejoindre le championnat d’Indycar en 2021, devenant le rookie de l’année un an plus tard avec l’écurie Arrow McLaren. Il est le fils du pilote de rallye Henrik Lundgaard.

## Biographie

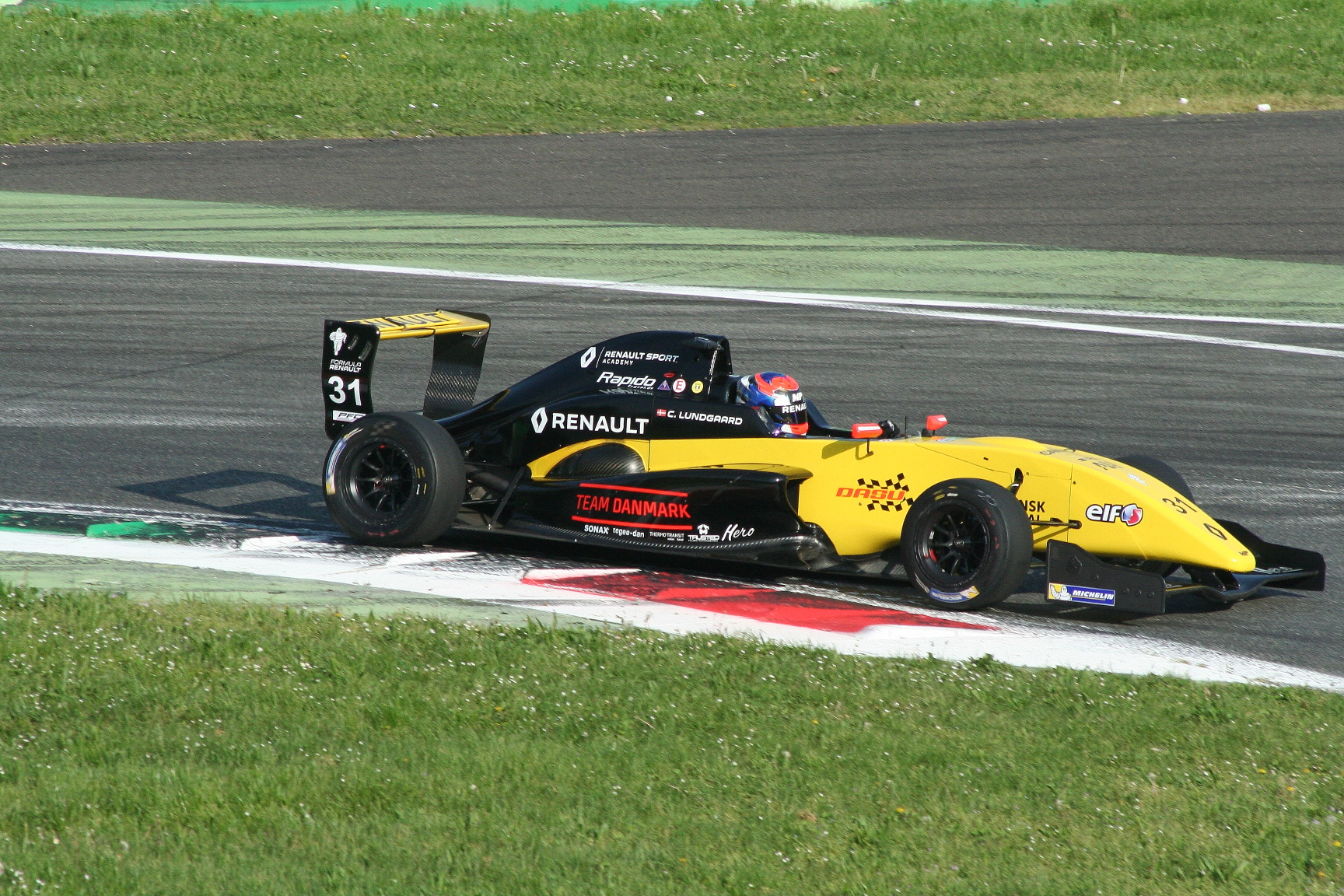
Christian Lundgaard en Formule Renault 2.0 en 2018 à Monza.

Né en 2001 à Hedensted, Christian Lundgaard commence le karting en 2012 et décroche plusieurs titres européens, qui lui permet d'être considéré comme « l'un des espoirs les plus excitants en karting » en 2016 par Motorsport.com. Avant même ses débuts en monoplace en 2017, il est signé par la Renault Sport Academy, programme de jeunes pilotes de Renault F1 Team.
En 2017, il remporte facilement son premier titre en championnat d'Europe du Nord de Formule 4 (F4 SMP). La même année, il est également sacré champion en Formule 4 espagnole. En 2018, il passe en Eurocup Formula Renault 2.0, il est sacré vice-champion derrière le redoublant Max Fewtrell et meilleur débutant : il devient le seul pilote depuis 2012 avec Lando Norris (champion en 2016) à réaliser un aussi bon résultat pour sa première saison dans la discipline.
En 2019, il rejoint ART Grand Prix dans le championnat de Formule 3 FIA, toujours avec le soutien de Renault. Il monte sur son premier podium à Barcelone puis remporte sa première victoire sur le Hungaroring lors de la course principale. Il se classe sixième du championnat avec 97 points. La même année, il effectue une pige chez Trident pour la dernière manche du championnat de Formule 2.

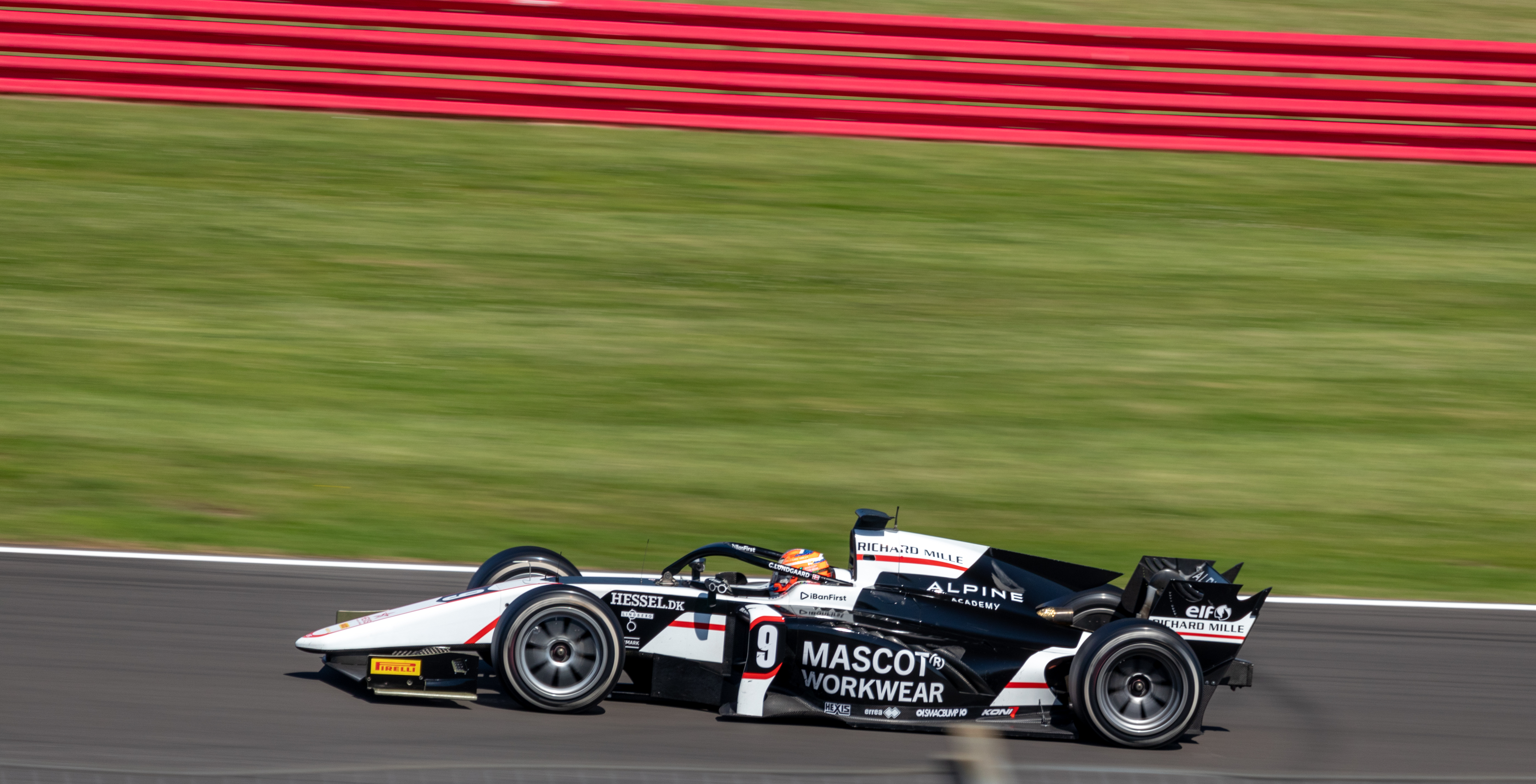
Christian Lundgaard à Silverstone en Formule 2 en 2021.

En 2020, Lundgaard monte en Formule 2 en restant chez ART Grand Prix. Pour sa première saison, il réalise une saison prometteuse en remportant deux victoires et montant sur six podiums. Il se classe septième avec 149 points. Il rempile pour une deuxième saison toujours dans la même équipe malheureusement cette saison s'avère décevante malgré trois podiums, il ne classe que douzième avec seulement 50 points. Il quitte la Renault Sport Academy à la fin de cette même année.
En 2022, il part aux Etats-Unis courir en IndyCar Series.

## Résultats en compétition automobile

### Résultats en monoplace
| Saison | Championnat                               | Écurie              | Courses | Victoires | Pole positions | Meilleurs tours | Podiums | Points | Classement |
| ------ | ----------------------------------------- | ------------------- | ------- | --------- | -------------- | --------------- | ------- | ------ | ---------- |
| 2017   | Championnat d'Europe du Nord de Formule 4 | MP Motorsport       | 21      | 10        | 9              | 10              | 14      | 292    | Champion   |
| 2017   | Championnat d'Espagne de Formule 4        | MP Motorsport       | 20      | 7         | 7              | 7               | 17      | 330    | Champion   |
| 2017   | Championnat du Danemark de Formule 4      | Lundgaard Racing    | 3       | 0         | 0              | 2               | 1       | 42     | 8e         |
| 2018   | Eurocup Formula Renault 2.0               | MP Motorsport       | 20      | 4         | 4              | 3               | 10      | 258    | 2e         |
| 2018   | Formula Renault 2.0 NEC                   | MP Motorsport       | 8       | 2         | 1              | 3               | 2       | 48     | 11e        |
| 2018   | GP3 Series                                | MP Motorsport       | 2       | 0         | 0              | 0               | 0       | 0      | 23e        |
| 2019   | Championnat d’Asie de Formule 3           | Pinnacle Motorsport | 3       | 0         | 0              | 0               | 0       | 0†     | N.C        |
| 2019   | Formule 3                                 | ART Grand Prix      | 16      | 1         | 2              | 2               | 2       | 97     | 6e         |
| 2019   | Formule 2                                 | Trident Racing      | 2       | 0         | 0              | 0               | 0       | 0      | 23e        |
| 2020   | Formule 2                                 | ART Grand Prix      | 24      | 2         | 1              | 2               | 6       | 149    | 7e         |
| 2021   | Formule 2                                 | ART Grand Prix      | 23      | 0         | 0              | 0               | 3       | 50     | 12e        |

† Lundgaard étant un pilote invité, il était inéligible pour marquer des points.

### Résultats en IndyCar Series
| Saison | Écurie                         | GP disputés | Pole positions | Victoires | Podiums | Meilleur tours | Points inscrits | Classement |
| ------ | ------------------------------ | ----------- | -------------- | --------- | ------- | -------------- | --------------- | ---------- |
| 2022   | Rahal Letterman Lanigan Racing | 17          | 0              | 0         | 1       | 0              | 323             | 14e        |
| 2023   | Rahal Letterman Lanigan Racing | 17          | 2              | 1         | 1       | 1              | 390             | 8e         |
| 2024   | Rahal Letterman Lanigan Racing | 18          | 0              | 0         | 1       | 1              | 312             | 11e        |
| 2025   | Arrow McLaren SP               |             |                |           |         |                |                 |            |